# Wendy Barrien Lawrenceová
Wendy Barrien Lawrenceová (* 2. července 1959 Jacksonville, Florida), je americká letkyně, důstojnice a kosmonautka. Ve vesmíru byla čtyřikrát.

## Život

### Studium a zaměstnání
Absolvovala střední školu Fort Hunt High School v městě Alexandria ve Virginii a pak pokračovala ve studiu na Námořní akademii Spojených států amerických. Ukončila jej v roce 1981.
Po několika letech pokračovala ve vysokoškolském studiu na Massachusettském technologickém Institutu a Woods Hole Oceanographic Instition. Sloužila jako armádní pilotka helikoptéry.
Od roku 1992 byla členkou jednotky kosmonautů NASA v Houstonu.

### Lety do vesmíru
Na oběžnou dráhu se v raketoplánech dostala čtyřikrát vždy s funkcí letové specialistky, byla na orbitálních stanicích Mir i ISS a strávila ve vesmíru 51 dní, 3 hodiny a 56 minut.
Byla 323. člověkem ve vesmíru, 28. ženou.
- STS-67 Endeavour (2. března 1995 – 18. března 1995)
- STS-86 Atlantis (26. září 1997 – 6. října 1997)
- STS-91 Discovery (2. června 1998 – 12. června 1998)
- STS-114 Discovery (26. července 2005 – 9. srpna 2005)